# Faithlife Corporation
Die Faithlife Corporation veröffentlicht und produziert digitale Medien für das Bibelstudium. Sie ist vor allem als Entwickler der Logos Bibelsoftware bekannt, bietet in Zusammenarbeit mit mehr als 200 Verlagen aber auch ca. 100.000 christliche E-Books mit Werkzeugen und Ressourcen für Benutzer ihrer Software an.

## Geschichte
Die Faithlife Corporation wurde 1992 als Projekt zweier Entwickler von Microsoft (Bob Pritchett und Kiernon Reiniger) gegründet, zusammen mit Bobs Vater, Dale Pritchett. Die drei kündigten, um christliche Software zu entwickeln. Ihr erstes Produkt war Logos Biblesoftware für Microsoft Windows. Fast 20 Jahre lang war diese Software das Hauptprodukt des Unternehmens, aber vor einigen Jahren wurde die Produktpalette auf weitere Produkte und Dienstleistungen erweitert. Entsprechend dieser Änderung wurde das Unternehmen im Oktober 2014 in Faithlife Corporation umbenannt.

## Produkte und Dienstleistungen

### Logos Bibelsoftware
Die Logos Bibelsoftware ist eine Bibelsoftware für Android, iOS, Windows, macOS und als Webanwendung. Unter der Marke Verbum vertreibt Faithlife auch eine modifizierte Version, die sich mit Inhalten und Features an Katholiken richtet. Ein weiteres Produkt namens Noet ist auf wissenschaftliches Arbeiten in den Geisteswissenschaften, insbesondere Antike Literatur und Philosophie spezialisiert.

### Proclaim
Proclaim ist eine Cloud-basierte kirchliche Präsentationssoftware, die es Benutzern ermöglicht, gemeinsam visuelle Präsentationen für den kirchlichen Gottesdienst zu erstellen. Die Vorträge werden in der Regel über einen Videoprojektor projiziert, aber Mitglieder der Gemeinde können „Signale“ aus Proclaim auch auf ihre Mobilgeräte erhalten.

### Faithlife Ebooks
Faithlife Ebooks (ehemals Vyrso) ist ein E-Book-Onlineshop und Mobile App, die auf christliche Belletristik und Sachbücher spezialisiert ist. Die Faithlife-Ebooks-Bücher werden in einem proprietären Format angeboten und können nicht auf anderen E-Book-Readern gelesen werden. Auf die E-Books kann auch in anderen Faithlife-Desktop-Anwendungen und mobilen Apps zugegriffen werden.

### Faithlife-Studienbibel
Die Faithlife-Studienbibel oder Faithlife Study Bible ist eine kostenlose elektronische Studienbibel als iOS-, Android-App oder als Plug-in in anderen Faithlife-Produkten. Sie bietet drei „Schichten“ von Studiennotizen an, sodass die Nutzer kurze Notizen oder Einleitungen, erweiterte Notizen oder längere Artikel lesen können. Benutzer sind auch in der Lage, sich selbst Notizen zu machen, die sie mit der Faithlife-Community teilen können. Im Faithlife-Study-Bible-Paket sind auch das Lexham Bible Dictionary und die Lexham English Bible enthalten. Die Menüführung und Funktionalität unterscheiden sich von den ähnlichen Logos-Apps durch eine direkte Anbindung medialer Inhalte und der Community-Gruppen.

### Faithlife Groups
Die Faithlife-Gruppen (auch als Faithlife Community bekannt) sind ein Online-Netzwerk, das viele Faithlife-Produkte umfasst. Benutzer können ihre eigenen Profile und Gruppen (die öffentlich oder privat sein können) erstellen und dann Artikel innerhalb dieser Gruppen teilen. Auf die Gruppen kann über einen Webbrowser oder Desktop-Anwendungen zugegriffen werden. Zusätzlich zu den Standard-Funktionen eines Sozialen Netzwerks können Anwender verschiedene Faithlife-spezifische Ressourcen teilen (wie Zeitungsausschnitte, Sammlungen, Wortlisten, visuelle Filter) und diese in einer oder mehreren ihrer Faithlife-Apps verwenden.

### Biblia.com
Eine Online-Bibel, die den Zugang zu 50 Bibelversionen in mehreren Sprachen zur Verfügung stellt. Benutzer von der Logos Bibelsoftware und Vyrso können auch diesen Service nutzen, um erworbene Logos/Vyrso-Bücher zu lesen. Die drei verfügbaren deutschen kostenlosen Online-Bibelübersetzungen sind die Lutherbibeln von 1545 und 1912 sowie die Neue Genfer Übersetzung.

### Reftagger
Ein JavaScript-basiertes Web-Tool, das Webmaster verwenden können, um automatisch Bibelstellen mit Tags auf ihrer Website zu verknüpfen. Reftagger zeigt den Nutzern sofort den entsprechenden Bibelvers an, wenn sie mit der Maus über einem Bibelverweis schweben. Eine Schnellinfo zeigt den Text des Verses an, damit man zum Nachschlagen die Webseite nicht verlassen muss. Direkt aus dem Pop-up kann man einen Bibelvers auf Sozialen Netzwerken wie Facebook, Twitter, Google+ und Faithlife teilen.

## Verlagswesen

### Bible Study Magazine
Das Bible Study Magazine ist ein zweimonatliches gedrucktes Magazin, das 2008 vom Library Journal als eine der besten Zeitschriften genannt wurde. Es ist überkonfessionell und bietet Artikel zu Methoden und Werkzeugen des Bibelstudiums sowie Beiträge von prominenten Pastoren, Lehrern und Wissenschaftlern.

### Lexham Press
Lexham Press ist ein Verlag für Digitale Medien, der auf Bibelwissenschaft spezialisiert ist. Es gibt verschiedene Ressourcen – von Gruppenbibelstudium und Andachten bis zu Kommentaren und Tools für die biblischen Originalsprachen – heraus.

### Kirkdale Press
Ein digitales Imprint, das sich auf das christliche Leben, christliche Fiktion und digitale Publikationen für ein allgemeineres Publikum fokussiert. Kirkdale Press fördert sowohl neue als auch etablierte Autoren.